# Ганкар, Макс Альфредович
Макс (Максимилиан) Альфредович Ганка́р (Max Hankart; 1871, Лёвен, Брабант — 1933) — горный инженер, геолог, бельгийский подданный, директор-распорядитель франко-бельгийского акционерного общества Charbonnage de Pobedenko, занимавшегося разработкой каменноугольных месторождений Подмосковного угольного бассейна близ Побединки вплоть до национализации шахт в 1918 году. Затем работал в производственном управлении угольной промышленности «Главуголь», позже занимал должность старшего инженера при Президиуме Теплотехнического института. Репрессирован в 1929 году по делу Промпартии.

## Биография
Максимилиан Ганкар родился в 1871 году в городе Лёвен. Получил высшее техническое образование.
С 1904 года по 1918 год Ганкар состоял в должности директора-распорядителя франко-бельгийского акционерного общества Charbonnage de Pobedenko, созданного в 1898 году и занимавшегося разработкой Побединского каменноугольного месторождения Подмосковного угольного бассейна. Прилагал упорный труд, чтобы доказать пригодность данного угля, возможности и перспективы его применения. Разработал технологию приготовления брикетов из угольной крошки. Современники называли М. А. Ганкара «неустанным пропагандистом подмосковного угля».
Одновременно работал начальником Чулковской каменноугольной (узкоколейной) железной дороги, построенной в конце XIX века от села Чулково до станции Скопин-Чулковский (ныне — станция Брикетная) Сызрано-Вяземской железной дороги. Из-за профессиональной деятельности потерял зрение.
Когда в 1910 г. горный инженер, исследователь геологического строения Подмосковного угольного бассейна М. А. Ганкар говорил о стратегической важности иметь в центре своё топливо, никто не обратил на это внимания, но когда разразилась Первая мировая война, об этом упущении очень жалели[кто?].
В 1920-е годы М. А. Ганкар был переведен на работу в Главуголь, где занимал должность управляющего отделом оборудования.
Проживал в Москве. Позже перешел на работу во Всероссийский теплотехнический институт, где работал вместе с Л. К. Рамзиным. Публиковал статьи о специфике Подмосковного угольного бассейна в ряде изданий. Затрагивал проблемы деградации почв и способы рекультивации грунтов. Вёл поиски способов совершенствования топок для более эффективного сжигания подмосковного угля.
В июле 1929 года был арестован, приговорён к ограничению проживания в шести главных городах СССР сроком на 3 года. Однако силами Бельгийского Красного Креста Макс Альфредович был освобождён, и 7 декабря 1930 года вернулся в родной город Льеж.
Умер в 1933 году.